# Hyloconis wisteriae
Hyloconis wisteriae är en fjärilsart som beskrevs av Tosio Kumata 1963. Hyloconis wisteriae ingår i släktet Hyloconis och familjen styltmalar. Inga underarter finns listade i Catalogue of Life.